# Histiotus macrotus
Histiotus macrotus é uma espécie de morcego da família Vespertilionidae. Pode ser encontrada na Argentina, Chile, Bolívia e Peru.